# Benjamin Day
Benjamin Henry Day (10. dubna 1810 Springfield, Massachusetts – 21. prosince 1889 New York) byl americký vydavatel novin, nejvíce známý svým deníkem New York Sun, který byl druhým penny pressem ve Spojených státech (od roku 1833).
Své noviny prodal nedlouho po založení nevlastnímu bratrovi Mosesi Yale Beachovi v roce 1838 za 40 tisíc amerických dolarů. Obsah novin se řadil do bulvární, tedy tabloidní, kategorie, kde převládal obsah senzačního typu.

Popis Benjamina Daye v americkém magazínu The New Yorker:
"Americký deník, tak jak ho známe, se narodil 3. září 1833, kdy třiadvacetiletý vydavatel Benjamin Day vydal první vydání New York Sun. Zatímco se jiné deníky prodávaly za pět či šest centů, tak New York Sun stál pouze jednu penny. Výnosy z tisku viděl Day spíše v množství reklamy, než v počtu předplatitelů. Day především změnil způsob, jak jsou noviny distribuovány. Výtisky prodal stovkám kamelotů, aby lovily čtenáře v ulicích. Benjamin Day se brzy stal nejvýznamnějším New Yorským vydavatelem." 